# Amaia Valentín i Solvas
Amaia Valentín i Solvas   (Sant Vicenç de Castellet, 1989) és una esportista catalana. Les seves especialitats esportives són l'eslàlom i la gimnàstica rítmica.
Vinculada des de fa anys a la pràctica esportiva, ha obtingut resultats destacats als Special Olympics. Va començar la seva trajectòria esportiva de competicions al 2005, amb 15 anys, representant a Espanya als Specials Olympics d'hivern al Japó, guanyant la medalla d'or a la categoria d'eslàlom. L'any 2014 se li concedí el guardó de millor esportista de Sant Vicenç de Castellet, amb menció especial, per la seva constància. Amaia Va classificar-se segona en el campionat d'Andorra d'esquí alpí, celebrat a Soldeu el 2017 El 2017 participa a les Olimpíades d'hivern a Àustria quedant en quarta posició. L'any 2018 li fou atorgada la Medalla 2018 de la vila de Sant Vicenç de Castellet. El 2019 participa als Jocs Mundials Special Olympics d'Abu Dhabi i guanya una medalla d'or en la modalitat de corda de gimnàstica artística, una medalla de plata en modalitat de pilota i una de bronze en modalitat de cinta.